# Ouka Leele
Bárbara Allende Gil de Biedma, conocida por su nombre artístico Ouka Leele (Madrid, 29 de junio de 1957-Madrid, 24 de mayo de 2022), fue una artista, pintora, poeta y fotógrafa española. Obtuvo el Premio Nacional de Fotografía en 2005.

## Biografía
Nace en Madrid en 1957 y cursa estudios de piano y pintura. En un principio se inclinó por estudiar Bellas Artes tras sus asiduas visitas al Museo del Prado, pero sus inquietudes artísticas la llevaron por caminos menos transitados y se centró en el cómic. Dibujó series e historietas centradas en situaciones de apariencia ingenua y doméstica, donde aflora un mundo íntimo en el que destaca la mirada femenina y esa «mística doméstica» tan propia de  su obra.
Después de desistir de estudiar Bellas Artes, se integró en el Photocentro de Madrid, una vanguardista escuela de fotografía fundada en 1975 por un grupo de teóricos y artistas de la fotografía, la mayoría procedentes de la revista Nueva Lente.
Ese mismo año, el impresor Tito Ferreira, junto con un estudiante de Photocentro, fundó la Editorial Diorama. La primera publicación, Principio, 9 jóvenes fotógrafos españoles (1976) contenía obras de jóvenes y desconocidos fotógrafos españoles, entre ellos, las primeras fotografías de Ouka Leele.
A pesar de preferir en sus comienzos el blanco y negro, el color invadió sus obras, regresando a su origen creativo en la pintura. Sus trabajos, donde coloreaba con acuarelas las fotografías, recibieron los calificativos de surrealista y warholiano, pero que trascendían corrientes y discursos. Orgullosa de ser difícilmente definible, defiende que sus creaciones son una oda a lo cotidiano.

Con 21 años se traslada a Barcelona. Allí realiza su serie titulada Peluquería (1979), fotografías en blanco y negro y pintadas a mano,  quizá la más icónica de toda su carrera. Esta fusión da pie a su universo creativo y su etilo característico y personal. La pintura sobre fotografía podría entenderse como su sello de identidad a lo largo de su carrera. 
"Sin darme cuenta, descubrí un lenguaje, que era muy personal mío, que me ayudaba a crear una poética y un lenguaje con el que yo me expresaba divinamente" Ouka Leele 
Como se ha mencionado, originalmente sus fotos eran  en blanco y negro y esto se debe a que el color fotográfico propio de la fotografía a color, no le terminaba de gustar. Era una foto, pero no una representación de la realidad. Le parecía que sus recuerdos de la experiencia se perdían con la foto en color, por eso decide dar ella misma color a las fotografías blanco y negro con una técnica manual de pintura sobre la foto positivada. Así empieza a trabajar el color, primero con acuarelas, y mucho más adelante, con herramientas como Photoshop. Pero hay más motivos, y es que ella "no sabría vivir sin pintar".
"La pintura es mi pasión. Desde muy pequeña quise ser pintora, me paso toda la vida haciéndolo; de hecho, es algo que también practico con mis instantáneas. Una imagen mía tiene más horas de pintura que de fotografía. Cuando lo hago consigo aportar algo subjetivo a una fotografía, le añado el sentimiento a algo que en principio consiste en plasmar la realidad" Ouka Leele
A los 22 años viajó a Arlés, considerada por muchos la meca de la fotografía. Aquí expuso en diferentes momentos y fue considerada una artista revelación.
Se traslada a Nueva York en 1980 y reside allí hasta 1981 que es cuando regresa a Madrid por una grave enfermedad. Superada, se impregna de vitalidad que se contagia a su obra.

### La Movida madrileña
Después de años de dictadura, en España surge una nueva generación de artistas, fascinados por la modernidad, por lo nuevo y por la libertad. Se trata de personas provenientes de campos diferentes como la música, la moda, el diseño, el cine, la pintura o la fotografía. Ouka Leele puede entenderse como una de las protagonistas principales de esta conocida Movida madrileña.
 

Este período es entendido como un vergel de creatividad, una reunión variopinta de artistas y disciplinas. Coexistían diversas edades, orígenes y enfoques, incluso ideologías muy  distintas pero que se entendían, exploraban y retroalimentaban a través de la expresión artística. 
“Fue una época muy creativa, fascinante de vivir. Estábamos las veinticuatro horas de día trabajando. Si íbamos a la El Sol o al Rockola también estábamos perpetrando alguna acción artística. Estábamos muy contentos de estar ahí, éramos muy conscientes de estar haciendo historia. Y había una filosofía de vida que implicaba vivir juntos y compartirlo todo. La gente lo veía y apreciaba esa libertad y creatividad.” 
Compañera de fatigas, de artistas como Javier Mariscal, Ceesepe, Alberto García-Alix o Pedro Almodóvar. Justamente para este director, y después de su serie Peluquería, diseñó los sombreros utilizados en la película Laberinto de pasiones.
“Yo soy Ouka Leele, la creadora de la mística doméstica. Digo esto porque creo que la gente se toma mis imágenes como una crítica social y son todo lo contrario. Es la sublimación de lo cotidiano, de lo doméstico”.
Hacía esta declaración de intenciones en un vídeo grabado en 1980, en el que aparece con un cochinillo en la cabeza y que se encuentra integrada en la película documenta La mirada de Ouka Leele dirigida por Rafael Gordon.
De La Movida resalta el particular montaje con el que Ouka Leele envolvió a la fuente de la diosa Cibeles (ubicada en el centro de la ciudad), para representar y explicar el mito de Atalanta e Hipómenes, los leones que tiran del carro. Para poder realizarla, se desvió el tráfico en el Paseo de Recoletos y calle Alcalá. La obra resultante Rapelle-toi, Barbara, (fotografía y acuarela, 1987) junto con el Cartel para los Veranos de la Villa (1996) permanecen expuestas al público en el Museo de Arte Contemporáneo de Madrid.

### Seudónimo
Su nombre artístico tiene su origen en una obra del pintor «El Hortelano», un mapa de estrellas inventado completamente por él, en el cual aparecía una estrella llamada «Ouka Leele». Bárbara Allende Gil de Biedma quedó maravillada por esta palabra y decidió que quería firmar sus obras así. Reforzada en esta decisión por su primer galerista, Albert Guspi, expuso desde entonces su obra bajo este seudónimo, al que quitó una E, firmando como Ouka Lele hasta 1999 en que volvió al nombre original «Ouka Leele».
Ouka Leele jugó con su nombre, porque quería despistar, que no se supiera si se trataba de un hombre o una mujer, de una persona mayor o menor, española o de cualquier otro país. A la vez, quería separar su trabajo público de su vida personal e íntima.
Bárbara Allende, antes de firmar como Ouka Leele, también firmó sus obras como Bárbara o como BA, de Beata Aaah, y como Ouka Lele con una sola e, como ya se ha mencionado.
Hija de María de las Victorias Gil de Biedma y Vaillant y Gabriel Allende Maíz, hermana de la fotógrafa Patricia Allende y sobrina segunda del poeta Jaime Gil de Biedma.

### Producción artística
La obra de Ouka Leele, es muy personal y reconocible; con cierta estética pop y temáticas cercanas a la teatralidad, sus características fotografías en blanco y negro coloreadas son, en sus propias palabras, pura «poesía visual, una forma de hablar sin usar las palabras». "Independencia de criterio y originalidad son dos marcas que caracterizan la totalidad de la obra plástica y literaria de Ouka Leele".
Al hablar del arte fotográfico ha expresado “De la fotografía me gusta que representa esa metáfora de -atrapar el instante-. El instante es el presente, y el presente es lo continuo, lo eterno.” Refiere que, al hacer una fotografía atrapa ese momento preciso, pero cuando pinta y colorea sobre ello vuelca todo su caudal emocional, lo que siente, y eso convierte cada obra en una pieza personal y única. Para ella lo más importante cuando uno refleja o atrapa la luz, es la luz interior. Con aquella innovadora técnica de fotografía pintada se conformó la famosa colección Peluquería (1979).
El camino artístico por el que transita es el de no repetirse, asumiendo riesgos para mantenerse viva. A sus 23 años padeció una enfermedad y dio pasos agigantados hacia una nueva forma de concebir el arte. De pronto, “todo empezó a ser precioso, cada momento vivido y cada cosa que encontraba”. Eso se le quedó grabado y decidió no olvidarlo nunca. La vida es un privilegio, es una obra de teatro alucinante a la que estamos invitados. Esa idea se traspasa a su obra, que se vuelve más sincera y también más espiritual y menos mundana. Dejó de interesarle la transgresión, lo que parecía un pecado en aquel momento. Pero tuvo la valentía de decir: “por aquí no se puede ir”.
 

Quiso ser coherente y sincera con ella misma y con los demás. “Lo verdaderamente transgresor en ese momento era mirar una flor y hablar de ella. ¿Transgresión? ¡Si ya está todo hecho!” Lo suyo es una transgresión dulce: hablar de lo espiritual, y de que es horrible destruirse. 
“…cuando era joven buscaba el estilo, …pero ahora me parece una pérdida de tiempo… Hay que hacer lo que te dé la gana, con libertad, lo que te salga cada día. Tu estilo eres tú.” 
Ha expuesto en los principales museos y ferias nacionales e internacionales. Su obra se encuentra en destacados museos y colecciones como el Museo Nacional Centro de Arte Reina Sofía de Madrid (MNCARS), la Fundación Cartier, en París, o el Centro Andaluz de Fotografía. Es en 1988 en la Fondation Cartier donde realiza unas Polaroids de gran formato para la firma de moda Philippe Model. Destacan su participación en la Bienal de Arte Contemporáneo de São Paulo (Brasil) y su primera exposición retrospectiva en el Museo Español de Arte Contemporáneo (Madrid), ambas en 1987.
Es una de las doce artistas que colaboró en la edición de arte realizada por la Fundación Amigos del Museo del Prado en 2007. Una primera exposición en ese año que cuenta con dos obras. Estas, como muchas otras de su producción, cuentan con nombres extensos como apoyo y resignificación de lo creado. Una se titula Mi cuerpo es mi territorio, no os acerquéis a mí, no me supliquéis que voy de vuelo y la otra Menina liberada, ingrávida, al saltar de mi jaula, mis células vibraban al ritmo de la luz.... Esta última, a partir de 2021, se muestra con carácter permanente en la exposición Historia del museo del prado y sus edificios.
Ha sido fiel participante de la feria de arte contemporáneo de Madrid, ARCO, que alberga parte de su obra en su colección. También ha expuesto en Japón; en la Fondation Cartier en París; en Beijing realizó la exposición "Entre Dos Mundos" 2008, que recibió el premio a la mejor exposición del año en China; y es la primera artista española en participar en la Bienal de Shanghái.
Su obra fue expuesta en ciudades como París, Londres, Tokio, São Paulo, Tel Aviv, Shanghái, Pekín, Roma, Buenos Aires, Colonia o Nueva York, entre otras. 
En 1987 tiene su primera exposición retrospectiva de su obra.
En 2005, y dada su trayectoria, fue reconocida con el Premio Nacional de Fotografía.
Su obra ha sido reproducida en multitud de revistas como Diorama, Photo Magazine, Telos, Dezine, o Reviste Actuel. Colaboró en casi todas las ediciones del festival ARCO, que alberga parte de su obra en su colección. Impartió talleres sobre su especialidad en festivales, centros culturales y universidades.
En 1996 trabajó junto a Concha García Campoy en el libro La doble mirada y en 2002 preparó una serie de dibujos y serigrafías para el Cantar de los cantares del rey Salomón. En Ceutí (Murcia) ha realizado un mural al aire libre de casi 300 metros cuadrados denominado por la propia artista «mi jardín metafísico», su única obra de tales características. Nominada a un premio Goya en 2010.
Fue retratada por el director de cine Rafael Gordon en la película La mirada de Ouka Leele, nominada a los Goya en 2010 y que transcurre en gran parte en Ceutí (Murcia) durante la elaboración de su mural. Fue nombrada embajadora de la candidatura de Segovia a Capital Europea de la Cultura en 2016.
Falleció en un hospital de Madrid, el 24 de mayo de 2022 a los sesenta y cuatro años de cáncer de mama.
El 1 de junio del año 2022 PhotoEspaña le otorgó el premio de honor PHotoEspaña 2022 a título póstumo.
El 7 de junio del año 2022, se hizo un homenaje y entrega del premio de honor PhotoEspaña 2022 en el Museo Lázaro Galdiano, con numerosos asistentes al acto. Dicho acto fue presidido por la hija de Allende, su hermana Patricia Allende,  la directora del Museo Lázaro Galdiano Begoña Torres, la directora de PhotoEspaña Claude Boussac, Ángela Molina, Alberto Anaut y Rafael Gordon.
Hay que jugar al vacío  (2018) fue un proyecto expositivo donde Ouka Leele con sus pinceles y Jerónimo Maesso en el piano, y a partir de propuestas del público, generaban obras únicas. Obras pictóricas y musicales fruto de la improvisación, en vivo y en directo.

## Documental sobre Ouka Leele
El 29 de febrero de 2024 se estrenó en Cineteca de Matadero Madrid, Ouka Leele. El viaje de una estrella, documental sobre la vida y obra de Ouka Lele, dirigido por Bárbara Mateos y Jesús Jiménez. El 5 de marzo se presentó en el Festival de Cine de Málaga, fuera de concurso. Se emitió en La 2 el 17 de marzo. En la producción colaboraron su hija, María Rosenfeldt, que aportó su archivo personal, Miquel Barceló, Javier Mariscal, Alberto García Alix, Juana de Aizpuru y Rossy de Palma, entre otros. 

## Galardones
- 2022, Se le concede una placa de memoria para identificar, en Madrid, su casa-estudio: lugar en el que residió y trabajó desde finales de la década de los 70.
- 2022, Premio de honor PHotoEspaña a título póstumo.
- 2022, Medalla de Honor de Madrid concedida por el Ayuntamiento de Madrid
- 2012, Medalla de plata de la Comunidad de Madrid.
- 2012, III Premio Nacional de Fotografía Piedad Isla de la Diputación Provincial de Palencia
- 2005, Premio Nacional de Fotografía
- 2004, Premio de Cultura de la Comunidad de Madrid (categoría fotografía)
- 2003, Premio Nacional de Bibliofilia por su obra El Cantar de los Cantares (Editorial Ahora), concedido  por el Ministerio de Cultura.
- 2002, Medalla de hija predilecta de la ciudad de Lyon (Francia) 2002
- 1982, Ayuda para Artistas Jóvenes del Ministerio de Cultura
- 1983, Premio Ícaro de Artes Plásticas, concedido por el desaparecido periódico madrileño Diario 16

## Museos y colecciones que poseen su obra (selección)
- Museo del Prado
- Museo Nacional Centro de Arte Reina Sofía, Madrid
- Museo Español de Arte Contemporáneo, Madrid
- Museo Municipal, Madrid
- Museo de Arte Contemporáneo de Ibiza
- Museo al Aire Libre de Ceutí, Murcia
- Museo de Alcobendas, Madrid
- Colección Arco, Madrid
- Archivo Lafuente
- Instituto Cervantes, Lisboa
- Tabaco Gitanes, París.[cita requerida]
- Fundación Masaveu Peterson
- Fondation Cartier, París
- Fundación La Caixa, Barcelona
- Fundación Provincial de Cultura, Cádiz
- Fundación Antonio Pérez de San Clemente, (Cuenca).
- FundacióSuñol, Barcelona
- Centre de la VieilleCharité, Marsella
- Centro Atlántico de Arte Moderno, Las Palmas de Gran Canaria
- Centro Municipal de las Artes, Alcorcón, Madrid
- Centro Andaluz de la Fotografía

## Publicaciones
Ouka Leele, además de su obra plástica, publicó varios libros de poesía asociados a sus momentos creativos y espirituales.
- 2017, Axis mundi y otros relatos
- 2016, Agua de la añoranza
- 2015, En este jardín, no matarás
- 2011,2013, La llave de la jaula
- 2011, Pan de verbo
- 2009, Este libro arde entre mis manos
- 2009, De la embriaguez desnuda
- 2006, Versos y dibujos
- 2005, Poesía en carne viva
- 1986, Naturaleza viva, naturaleza muerta. Arnao Ediciones

### Libros de fotografía e ilustraciones
- 2019, Mi Don Quijote. Ángel Pina Ruíz.
- 2015, Ouka Leele Adonde la luz me lleve
- 2011, Ouka Leele, Santa Bárbara bendita. Comunidad Valenciana
- 2008, Ouka Leele Inédita
- 2006, Ouka Leele. El nombre de una estrella
- 2004, Floraleza poemas y serigrafías
- 2002, El Cantar de Los Cantares del Rey Salomón
- 1996, La doble mirada